# Клуб ляльок (телесеріал)
Клуб ляльок (англ. Dollhouse) — американський фантастичний серіал, прем'єрний показ якого відбувся на телеканалі FOX 13 лютого 2009 року.

## Сюжет
За сюжетом існує таємна організація «Клуб ляльок», яка організувала надсучасний ляльковий будинок, у якому ляльками виступають люди. Отримуючи замовлення, «Клуб ляльок» програмує «ляльку» для «взаємодії» (так у серіалі називається виконання завдання лялькою), де вона виконанує певну роль: охоронця, коханки, подруги, співачки. При цьому пам'ять ляльки цілком стирається і в її мозок завантажується певна особистість, адаптована для завдання, яку лялька сприймає як свою власну.
Серіал описує історію дівчини на ім'я Керолайн Феррелл (Елайза Душку), яка підписавши багаторічний контракт з адміністратором лос-анджелеського «Клубу ляльок» Адель ДеВітт (Олівія Вільямс), стала однією з ляльок організації під кодовим ім'ям «Еко» (кожна лялька носить ім'я літери фонетичного алфавіту НАТО), або «Луна». В кожній серії Луна виконує нове завдання під пильним наглядом свого куратора Бойда Ленгтона (Гаррі Леннікс) і головного програміста Тофера Брінка (Фран Кранц). Проте дещо відрізняє її від інших ляльок — у неї поступово з'являється постійна пам'ять і кожна «взаємодія» додає Луні частинку самосвідомості. Тим часом певна частина самосвідомості з'являється ще у двох ляльок Сієри (Дічен Лакмен) і Віктора (Енвер Джокай) які закохуються одне в одного.
Роботу «Клубу ляльок» ускладнює загроза з боку чоловіка на прізвисько «Альфа», який колись був лялькою, але збожеволів після багу у системі, який привів до завантаження всіх особитостей з його попередніх завдань в його мозок за один раз, і став серійним вбивцею, до того ж дуже зацікавленим Луною. Інша загроза — невгамовний агент ФБР Пол Баллард (Тамо Пенікет), який наполягає на пошуку «Клубу ляльок» (і, після того, як Альфа шле йому її світлину, конкретно Луни), незважаючи на перепони з боку високопосадовців та свого шефа. До того ж, «Клубом ляльок» володіє потужна корпорація в галузі медичних досліджень Rossum Corporation, в якої є свої таємничі плани щодо технології перезапису людей…

## Акторський склад

### Головні ролі
| Актор          | Роль                              |
| -------------- | --------------------------------- |
| Елайза Душку   | «Луна» («Еко») / Керолайн Феррелл |
| Гаррі Леннікс  | Бойд Ленгтон                      |
| Фран Кранц     | Тофер Брінк                       |
| Тамо Пенікет   | Пол Баллард                       |
| Енвер Джокай   | «Віктор» / Ентоні Чеколі          |
| Дічен Лакмен   | «Сієра» / Прія Цецанґ             |
| Олівія Вільямс | Адель ДеВітт                      |

### Епізодичні ролі
| Актор             | Роль                          |
| ----------------- | ----------------------------- |
| Рід Даймонд       | Лоуренс Домінік               |
| Емі Екер          | Доктор Клер Сондерс / «Віскі» |
| Міракл Лорі       | «Новембер» / Медлін Костлі    |
| Алан Тьюдік       | «Альфа»                       |
| Ліза Лапіра       | Айві                          |
| Вінсент Вентреска | Доктор Нолан Кіннард          |
| Алексіс Денісоф   | Сенатор Данієль Перрін        |
| Саммер Глау       | Беннет Галверсон              |
| Кіт Керрадайн     | Метью Гардінґ                 |

## Серіал в Україні
Про намір транслювати серіал цього сезону заявив канал 1+1.
З 15 серпня серіал транслює телеканал «КІНО» («2+2»), який входить до медіагрупи «1+1». Українською мовою серіал озвучено студією «1+1». Ролі озвучували актори Андрій Бурлуцький та Катерина Сергеєва.